# كريستين كامبل
كريستين كامبل (بالإنجليزية: Christine Campbell)‏ هي مجدفة أمريكية، ولدت في 19 مارس 1964 في شيكاغو في الولايات المتحدة.

## وصلات خارجية
- كريستين كامبل على موقع الاتحاد الدولي للتجديف (الإنجليزية)
- كريستين كامبل على موقع أوليمبيديا (الإنجليزية)